# 湖州話
湖州話，吳語的一種方言，屬於吳語太湖片苕溪小片，俗稱「湖州閒話」（吳語：Wu cieu ghe o湖州音；Wu tseu ghe gho上海音）。吳語原湖州（苕溪）小片包括浙江省湖州吳興區、南潯區、長興、安吉(以上兩縣西部邊境官話移民區除外)、德清，杭州市部分地區（包括余杭區大部、江干區東部、西湖區北部、拱墅區北部、富陽區原屬杭縣部分以及老富陽縣境內的銀湖街道導嶺一帶等），嘉興市西部，江蘇省蘇州市西山島、吳江區西部以及安徽省部分地區（广德市東部），使用人口約為300萬。
另外，由於清末太平天國之亂所造成的人口遷移，長興、安吉西部部份地區存有非湖州吳語母語人口，主要是操官話（江淮官話、中原官話等）、閩南語以及其他吳語（溫州話等）。

## 語音
浙北吳語是吳語的一個分支，湖州話是浙北吳語的重要一種。湖州話的聲韻調系統中，聲母有29個（包含零聲母），韻母有41個，聲調有8類。

### 聲母
湖州吳語聲母有29個（包含零聲母），其中完整的保留中古漢語濁音，即「巴」，「怕」，「爬」三字聲母相互對立。
|      | 全清       | 次清        | 全濁       | 次濁      | 全清      | 全濁      |
| ---- | ---------- | ----------- | ---------- | --------- | --------- | --------- |
| 脣音 | 幫 p /p/   | 滂 ph /pʰ/  | 並 b /b/   | 明 m /m/  |           |           |
| 脣音 |            |             |            |           | 非 f /f/  | 奉 v /v/  |
| 舌音 | 端 t /t/   | 透 th /tʰ/  | 定 d /d/   | 泥 n /n/  |           |           |
| 舌音 |            |             | 來 l /l/   |           |           |           |
| 齒音 | 早 tz /ts/ | 草 ts /tsʰ/ | 從 dz /dz/ |           | 丝 s /s/  | 是 z /z/  |
| 齒音 | 见 c /tɕ/  | 启 ch /tɕʰ/ | 群 j /dʑ/  | 日 ny /ɲ/ | 晓 sh /ɕ/ | 徐 zh /ʑ/ |
| 牙音 | 光 k /k/   | 框 kh /kʰ/  | 狂 g /g/   | 牙 ng /ŋ/ |           |           |
| 喉音 | 影 / /ʔ/   |             |            |           | 好 h /h   | 匣 gh /ɦ/ |

### 韻母
韻母有37個。和普通話相比，湖州話同大多吳語一樣韻母多單母音化，如效攝讀若英語dog中的o，而普通話則是讀若house中的ou。湖州話中保留了入聲，但入聲韻尾已經合併一律收於喉塞。湖州吳語的韻母有一個很大的特點，即湖州吳語無撮口呼。

### 聲調
湖州話有8個單字調，分別為陰平，陽平，陰上，陽上，陰去，陽去，陰入，陽入。湖州話連讀變調複雜而豐富。

#### 单字調
| 調號 | 調名 | 聲調輪廓 | 備註 |
| ---- | ---- | -------- | ---- |
| 1    | 陰平 | ˦ (44)   | 高   |
| 2    | 陽平 | ˩˨ (12)  | 平升 |
| 3    | 陰上 | ˥˨ (52)  | 高降 |
| 4    | 阳上 | ˧˩ (31)  | 高降 |
| 5    | 陰去 | ˨˥ (25)  | 下沉 |
| 6    | 陽去 | ˩˧ (13)  | 升降 |
| 7    | 陰入 | ˥ʔ (5)   | 高促 |
| 8    | 陽入 | ˨ʔ (2)   | 升促 |

### 文白異讀
文白异读指日常語音與讀書語音不同的現象。同其它吳語一樣，受北方官話的不斷影響，湖州話中存在廣泛而又複雜的文白異讀現象，如：“大、學、鳥、間、華、家、跪”等等。

## 詞匯
湖州小片方言屬於吳語，如同其他吳語一樣，其大體語法音韻辭彙都大同小異。然而湖州小片方言擁有專有的獨特之處。

### 人稱代詞
| 湖州吳語 | 吳語拼音   | 音標          | 普通話     |
| 我       | ng3        | [ŋ]           | 我         |
| 爾       | n3         | [n]           | 你         |
| 渠 / 伊  | ji2 / yi2  | [dʑi] / [i]   | 他/她/它   |
| 伢       | nga3       | [ŋa]          | 我們       |
| 㑚       | na5        | [na]          | 你們       |
| 伽 / 倻  | jia2 / ya2 | [dʑia] / [ia] | 他/她/它們 |

自指：自家； 他指：人家、別人家；統指：全家（“全”讀zei2）
注：湖州市區（吳興南潯兩區）西部，使用人稱代詞時可以加上前綴"zeq"/zəʔ/（本字應爲“是”），構成強調式代詞，如：是我，是伢等。東部則沒有這種情況。東部第二人稱亦異於西部而稱[ɳʱi]或[ni]。

### 實詞
鑊子——鍋 
老倌——老公 
辰光——時間 
日腳——日子 
家生——生活用品 
摜脫貨——敗家子 
小把戲——小孩子 
翨𦑜（音同“績括”）——翅膀 
彎轉—— 蝦

### 虛詞
- 否定式助詞：弗 feq / 勿 veq（不）；覅 fiau /𠏕 shiau（不要）
- “特”字類語尾助詞：特 deq、呾 de、哒 da、咷 do
- “個”字類語尾助詞：個 keq / geq、咖 kaq / gaq、 嘅 kêq / gêq
- 語氣助詞：吳語語氣助詞在語句意味的表達上有非常重要的語法作用，語氣助詞豐富，使用複雜，形式眾多。語氣助詞在表達語氣和情貌上有舉足輕重的作用，很多時候是不可或缺的。湖州話中主要的語氣助詞有:搿、侪（本字為全）、吤、呱、畀、𠲎、喋、啦、嚡、啊、啲、吪、嘢、啷、嘚、嗒、叭、咾、哩、嚟、啘、嚄、唩、喏、嚜、嗯、哇、唉、噢、呃、呢、嘞、呒不、哪哼、噶咾、嘚嘶。

## 語法

### 名詞詞綴
常見的名詞詞綴有“頭”、“子”、“家”等。
如：“黃昏頭”、“早上頭”、“夜個頭”、“壽頭”、“門口頭”、“棒頭”、“領頭”(領子)；“車子”、“盅子”、“老頭子”；“店家”、“女人家”、“廠家”、“人家”。

### 形容詞的比較級和最高級
湖州話中的“級”，除通過副詞表示外，還從特有的詞綴或重疊、擴展等方式來加以區別。一般說來，詞綴成分，大都表示形容詞程度的弱化，即ABB式。如：綠茵茵、甜稀稀、鹹塌塌、重鼎鼎、輕飄飄、糊稀稀、紅咚咚、白寥寥、胖篤篤、醉醺醺。
詞頭的重疊成分，是對詞義程度的強化，即AAB式。如：雪雪白、緋緋紅、喇喇黃、繃繃硬、筆筆直、絕絕細、冰冰瀴、煞煞亮。
形容詞的擴展，成為近乎成語的固定片語，就達到了最高級的程度。如：烏盲黜黑、骨輪斯圓、碧綠嚷青、沸滾發燙、鮮甜蜜國、繃鐵斯硬、絕淡刮尺、黜黑迷度、擦刮全新。

### 動詞重疊式
如：吃吃看、問問看、看看看。

### 特殊量詞
- “條”，多重用法，可以形容衣服，一條衣裳；

- “刀”，紙的量詞，一刀紙庫；

- “潽”:一潽中藥；

- “爿”：店家、廠家等的量詞，一爿店，三爿廠；

- “蓬”:花草、煙火等的量詞，一蓬火；

- “疊”（deq）:書、資料等的量詞，一疊高考復習資料；

- “部”:車輛等的量詞，一部拖拉機，三部腳踏車。

### 特殊數詞
- 一：通常數數時開頭或“一、二、三”單獨連續時讀“yo”（此時“二”讀“nyi”或“兩”），而序數“第一”的“一”讀“yeq”，一、二並稱時，有時“一”讀“頭deu”，“頭二兩”、“頭兩裏路”、“頭兩百人”、“三十頭兩歲”，等等。

- 二：用作序數時讀“nyi”或“兩”，但也有例外。“二”在數字序列讀音和後接量詞時的讀音頗多變化。10、20 分別讀成“拾”、“廿”，20有時又讀成“nyi seq”，如陰曆二十。在多位串讀時“222222222”則讀成“兩億兩千兩百廿二萬兩千兩百廿二”。二十則常寫作“廿”，作後接量詞時“兩個”、“兩隻”、“兩本”、“兩斤”、“兩支’，都讀“兩”，只有“2兩”約定俗成而讀作“二兩”。

- 十：“十”單字調本為濁音，但在某些情況下往往清化變讀為“seq”，如“六十”、“九十”，其中“八十”讀作“poq seq”，而當個位數非零時又恢復濁音。如：“六十二”為“loq zeq nyi”。

## 作品

### 电视
- 湖州电视台公共民生频道《阿奇讲事体》（已停播）

## 現狀
中華人民共和國成立以來，湖州話和其他吳語一樣，遭遇了兩輪前所未有的、並且將不斷持續下去的巨大衝擊波。這就是全國性的普通話推廣應用（“推廣普通話”政策）和經濟社會發展帶來的大量外地人口的湧入。這兩輪巨大的衝擊波使湖州話完全喪失了後勁。湖州話在自身的延續中不可避免地出現了不穩定性。它正在淡出學校教學和官方交流，在公眾場合，方言似乎已蛻變成背時的語言而成為交流的累贅。幾乎沒有人再去對湖州話的語音、辭彙、詞義及其標準化、規範化進行無用功式的研究考證，社會也沒有施捨慈悲保留湖州話的一方傳承平台，純正的湖州話這兩千多年文化遺產正處在迷失和消亡中。
很多人認為，在日常生活中，方言尚有一定的表達市場，而在一些公眾場合，用方言表達顯得很不到位，甚至有些彆扭。湖州話就像許多歷史文化遺產正在湮沒和消失一樣。舉一個方言被俘獲、同化的例子。像大寨的寨，其方言讀音已經被普通話所置換（寨，湖州話讀“za”）。諸如此類，不勝枚舉。據觀察，由於社會的發展和進步，人們的思想交流越來越活躍、越來越豐富，表達方式也在趨向新的適應。留在老一輩口中的生動形象的方言語彙開始失傳，一些方言的語音語彙在和普通話的融合中被俘獲、被同化，也可能在和新客籍語言的交流中被異化。

## 外部連結
- 上海吳語手冊2009版 （页面存档备份，存于）
- 在線吳音小字典 （页面存档备份，存于）
- 浙江人文數字地圖 湖州話（页面存档备份，存于）